# Hôtel Adhémar de Cransac
L'Hôtel Adhémar de Cransac, est un bâtiment à Avignon, dans le département de Vaucluse.

## Histoire
L'hôtel est classé au titre des monuments historiques depuis le 27 juin 1983.